# Mandarin jiaoliao

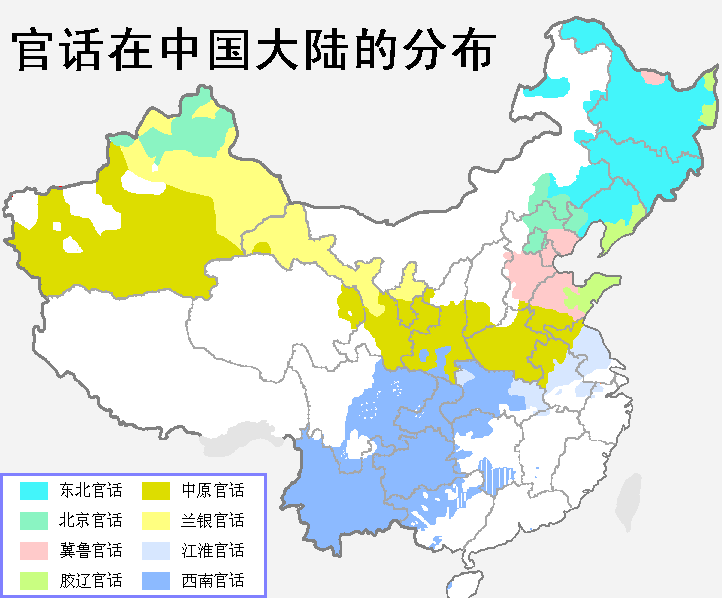
Distribution en République populaire de Chine des huit principaux dialectes du mandarin ; l'aire du mandarin jiaoliao figure en vert clair.

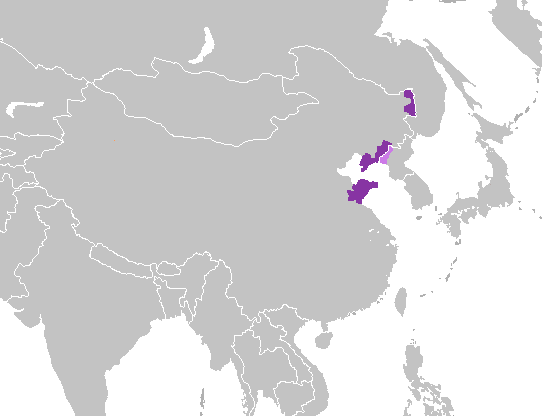

Le mandarin jiaoliao (chinois simplifié : 胶辽官话 ; chinois traditionnel : 膠遼官話 ; pinyin : Jiāoliáo guānhuà ; Wade : Chiao¹liao² kuan¹hua⁴ ; EFEO : Kiaoleao Kouanhoua ; cantonais Jyutping : Gaau¹ gun¹ ; cantonais Yale : Gaau¹liu⁴ gun¹) est un dialecte du mandarin parlé dans les péninsules du Shandong (ou Jiaodong, province de Shandong) et de Liaodong (province de Liaoning) au nord-est de la Chine continentale, ainsi que dans certaines zones côtières de la province du Heilongjiang.